# پروتئین‌های AAA
پروتئین‌های AAA (انگلیسی: AAA proteins) یا «آت‌پ‌آزهای مرتبط با فعالیت‌های گوناگون سلولی» گروهی از پروتئین‌ها هستند که در دومین پروتئین‌شان، ۲۳۰ باقیمادهٔ آمینواسیدی مشترک داشته و پایداری، مکانسیم و عملکرد بسیار گسترده و تفاوتی از یکدیگر دارند.
این پروتئین‌ها در بسیاری از جانداران یافت می‌شود و فعالیت‌شان را از طریق رمدلینگ و ترانسلوکاسیون درشت‌مولکول‌ها انجام می‌دهند.